# Ad-Aware
Ad-Aware — програма, призначена для видалення шпигунського програмного забезпечення (англ. spyware) з комп'ютера користувача. Також виявляє троянські програми, порнодіалери, malware, scumware, шкідливі доповнення до браузера, руткіти, а також програми, що відстежують переваги користувача без його згоди.

## Основні можливості
Програма пропонує широкий набір функцій:
- Повне сканування комп'ютера, а також сканування вибраних дисків і папок
- Сканування реєстру, файлів в архівах, обраного Internet Explorer і файлу hosts
- Виключення з сканування файлів більше заданого розміру
- Сканування процесів в оперативній пам'яті комп'ютера
- Автоматичне оновлення бази шкідливих програм через Інтернет
- Підтримка скінів
- Підтримка плагінів

## Відмінністьверсій
Є кілька варіантів програми, що розрізняються за своїми можливостями і ціною.
| Функція                                              | Pro | Plus  | Free  |
| ---------------------------------------------------- | --- | ----- | ----- |
| Захист від spyware, троянів, ботів та ін.            | так | так   | так   |
| Видалення руткітів                                   | так | так   | так   |
| Покращена технологія CSI                             | так | так   | так   |
| Проста установка і використання                      | так | так   | так   |
| Lavasoft ThreatWork                                  | так | так   | так   |
| TrackSweep                                           | так | так   | так   |
| Антивірусний захист                                  | так | так   | немає |
| Розширене виявлення загроз                           | так | так   | немає |
| Ad-Watch — захист «на льоту»                         | так | так   | немає |
| Настройка параметрів сканування                      | так | так   | немає |
| Швидке автоматичне оновлення                         | так | так   | немає |
| Безкоштовна технічна підтримка                       | так | так   | немає |
| Блокування небезпечних сайтів (редактор файлу hosts) | так | так   | немає |
| Покращена підтримка командного рядка                 | так | немає | немає |
| Моніторинг мережевих з'єднань                        | так | немає | немає |
| Моніторинг процесів                                  | так | немає | немає |
| Сканування мережевих дисків                          | так | немає | немає |

## Критика програми
Програма легко вразлива до атак, зокрема до можливості підміни баз:
- Файли оновлення є zip-файлами, зашифрованими за дуже простим алгоритмом, до того ж пароль розшифровки зберігається у відкритому вигляді у виконуваному файлі програми;
- Відсутня перевірка цілісності файлів оновлень (наприклад, з допомогою контрольної суми);
- Файли оновлення містять надлишкову кількість даних, непотрібних для роботи програми;
- Алгоритм сканування погано оптимізований, через що процес сканування використовує багато системних ресурсів.

Через уразливості до атак і широкої популярності програми Ad-Aware творці шкідливого ПЗ мають можливість скомпрометувати результати її роботи таким чином, що наявність шкідливого ПЗ не буде виявлено.

## Схожі програми
- Spy Hunter - програма, призначена для видалення шпигунського програмного забезпечення